# 多牙缨鲆
多牙缨鲆（学名：Crossorhombus kanekonis），又名雙帶纓鮃、钱斑缨鲽，为鲆科缨鲆属的鱼类。分布于东北到日本南部等海区以及台湾西南、澎湖列岛及东北海域等，属于暖水性底层海鱼。该物种的模式产地在长崎。